# Morfina
La morfina és una droga opiàcia analgèsica molt potent, i és el principal component actiu en l'opi, així com l'opiaci prototipus. S'anomena així en record a Morfeu, el déu grec dels somnis.
El 1804 la morfina fou aïllada a França per De Rosne a partir de l'opi (resina de cascall Papaver somniferum).
A l'inici, la morfina s'administrava per via estomacal, després aixecant la dermis i dipositant la dosi necessària. Finalment, va adquirir gran popularitat, gràcies a la invenció de la xeringa per Pravaz i sobretot pel seu ús massiu per part dels militars durant la guerra del 1870. A partir de 1952, la síntesi química i de derivats morfínics és possible.
Actualment, la morfina roman l'analgèsic clàssic més eficaç per alleujar els dolors aguts, però el seu ús disminueix a mesura que apareixen noves drogues sintètiques, que generen menys addicció i també serveixen per a persones al·lèrgiques a la morfina.

## Història
El camí de la morfina al costat de l'espècie humana va començar molt abans del naixement de Crist. En aquells temps ja se'n coneixien les meravelloses i a la vegada potencialment perverses qualitats. Ara bé, aquesta substància no va ser aïllada de la planta que procedeix (opi) fins fa poc més de dos-cents anys.
Les primeres referències històriques de l'opi, provenen de Mesopotàmia l'any 3400 abans de Crist, on l'anomenaven «hul gil». El cultiu es va estendre al llarg del Mediterrani i va guanyar popularitat. L'opi va arribar a la Xina al voltant de l'any 400 dC. Després que la Santa Inquisició intentés eliminar-ne les referències durant dos-cents anys (1300-1500), al segle xvi es torna a parlar de l'opi en la literatura mèdica. No hem d'oblidar les famoses guerres de l'opi, al segle xix, en les quals es lluitava pel domini del productiu mercat d'aquesta planta.
A l'any 1805, Friedrich Wilhelm Adam Sertürner (1783-1846) va aïllar el principi actiu principal de l'opi, al qual va posar el nom de morfina (que prové de Morfeu, déu grec de la son) degut a la somnolència que provoca. Aquest fet va suposar una revolució en la química, perquè per primera vegada es va reeixir aïllar un alcaloide de la seva font natural. Per acabar, l'any 1955, mitjançant síntesi total, Gates i Tschudi van poder demostrar l'estructura de la morfina proposada per Sir Robert Robinson l'any 1925.

## Química
La morfina és un alcaloide opiaci, de fórmula {\displaystyle {\ce {C17H19NO3}}}. La biosíntesi es fa a partir de dues tirosines, que després d'una sèrie de reaccions donen codeïna i després morfina.
La morfina té una estructura complexa. El seu esquelet consta de cinc anells: tres en el mateix pla i dos en un pla perpendicular, amb dos radicals hidroxil i un metil. La modificació d'aquests radicals modifica àmpliament les capacitat analgèsiques de la morfina, des de reduir-les fins a potenciar-les centenars de vegades, o fins i tot funcionar d'antagonistes. Per aquesta raó, se'n han estudiat centenars de derivats.
Per exemple, en el cas de la codeïna, que també és utilitzat com a analgèsic però de menys potència; es tracta d'una molècula de morfina metilada en l'hidroxil de l'anell superior. O en el cas de l'heroïna, una diacetilació dels dos hidroxils duplica els efectes de la morfina.
La morfina s'obté principalment del làtex de la Papaver somniferum, la rosella adormidora, que conté unes concentracions del 4-21%, depenent de l'espècie. Un cop recollit, el làtex és bullit amb hidròxid de calci i clorur d'amoni. Així després de successius refredaments i rescalfaments, s'obtenen uns cristalls que contenen morfina. Després pot ser dissolta en una solució injectable.

## Metabolisme
La morfina es metabolitza principalment en el fetge i en menor quantitat en el cervell i els ronyons, sempre mitjançant l'acció de l'enzim citocrom P450 2D6. Al fetge, l'enzim UDP glucuronil transferasa glucuronitza la morfina, és a dir, afegeix un grup glucuronil a un grup hidroxil de la morfina. El 60% de la morfina passa a ser morfina-3-glucurònid (M3G) i del 6 al 10% passa a morfina-6-glucurònid (M6G). Altres metabòlits minoritaris de la morfina són la morfina-3,6-diglucurònid, sulfat de morfina-3-éter, normorfina, normorfina-6-glucurònid, normorfina-3-glucurònid i codeïna.
S'ha observat que la M6G és l'únic metabòlit actiu de la morfina, ja que la M3G presenta una afinitat pels receptors opioids molt baixa. Però la M3G té els seus propis efectes: actua com un neuroexcitador i si s'administren unes dosis molt altes de morfina, actua com a inhibidor dels seus efectes analgèsics.
Tant la morfina com la M6G poden travessar la barrera hematoencefàlica, tot i que la morfina ho fa amb més eficàcia. Mentre que la transferència de vida mitjana entre el plasma i l'efecte analgèsic de la M6G és de 8.2 hores, la de la morfina és de 2.6 hores. Això és degut al fet que la morfina té una major solubilitat lipídica.
La morfina s'elimina en forma dels metabòlits majoritaris per via orinària o biliar. El 90% de la dosis administrada s'elimina per l'orina en 24 hores, i el 7-10% es fa a través dels excrements. Els pacients que pateixen disfunció renal poden produir una acumulació dels metabòlits, cosa que implica un augment d'efectes tòxics.

## Efectes generals

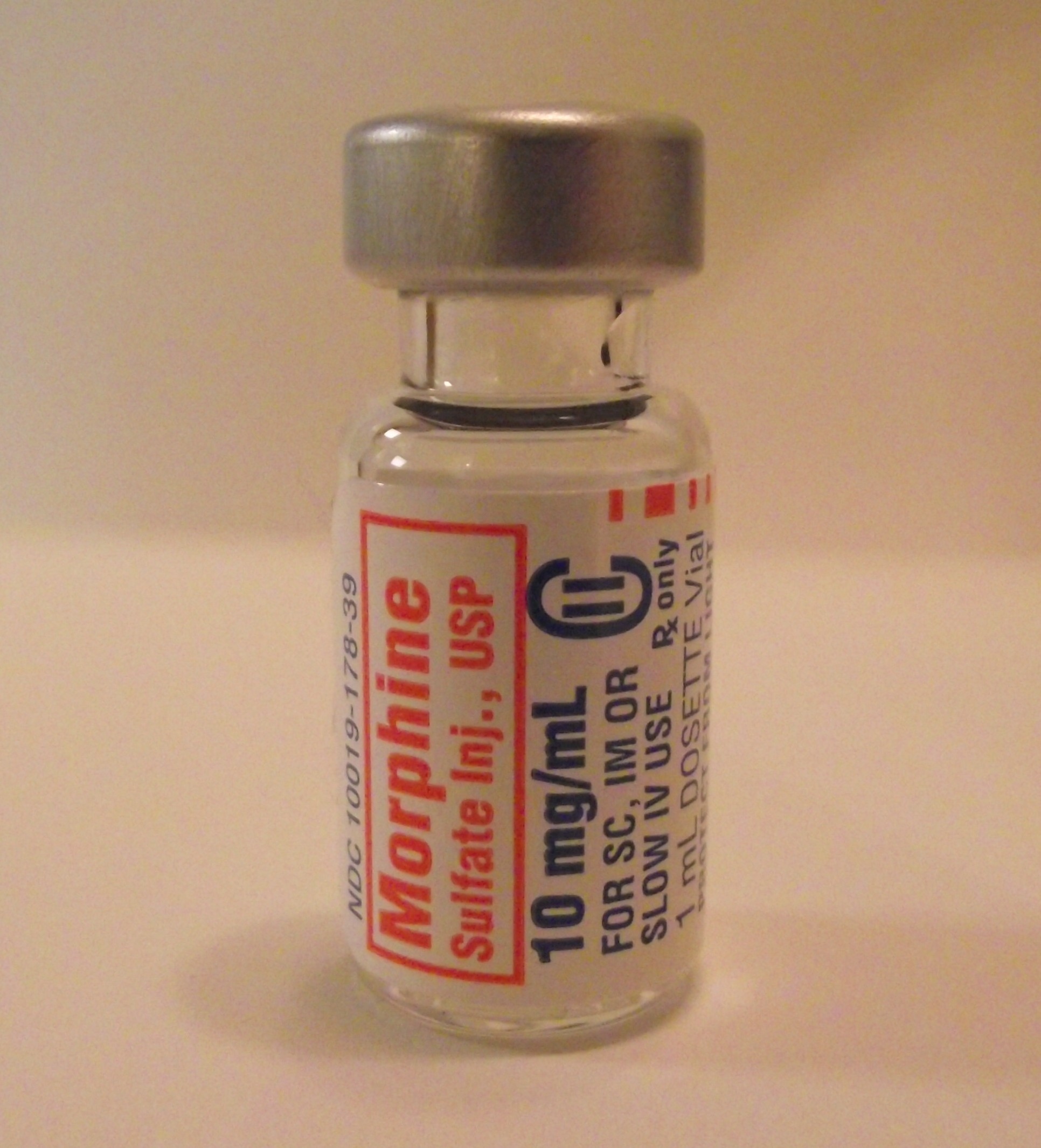
Ampolla de morfina d'ús mèdic

L'efecte principal de la morfina es deu a la seva interacció amb els receptors opioides del sistema nerviós central i d'altres estructures anatòmiques, com la bufeta urinària i aparell digestiu. La morfina actua principalment com un agonista dels receptors μ; aquesta actua inhibint l'alliberació de neurotransmissors transportadors d'estímuls dolorosos. Així doncs, l'acció característica de la morfina és l'analgèsia, és a dir, alleujament del dolor sense pèrdua de consciència. La morfina és l'analgèsic opiode més utilitzat, i s'utilitza com a referència a l'hora de comparar la potència d'un nou fàrmac.).
Principalment, la morfina s'utilitza com a analgèsic. Serveix per a alleugerir o suprimir dolors de gran intensitat, tant aguts (dolor quirúrgic, infart de miocardi) com crònics (dolors oncològics i osteoarticulars). La morfina també és utilitzada en el tractament de la dispnea pulmonar, ja que té un efecte reductor de l'ansietat associada al diestrés respiratori. Altres propietats de la morfina són l'alleujament de la tos o el tractament de la diarrea (ja que causa estrenyiment).
La principal causa de mort per una sobredosi de morfina és la depressió respiratòria, que fa que pari totalment la respiració. Altres efectes són vòmits, retenció urinària o vasodilatació (que causa hipotensió). Els pacients tractats amb morfina hi desenvolupen ràpidament una dependència física i psicològica.